# Bouea macrophylla

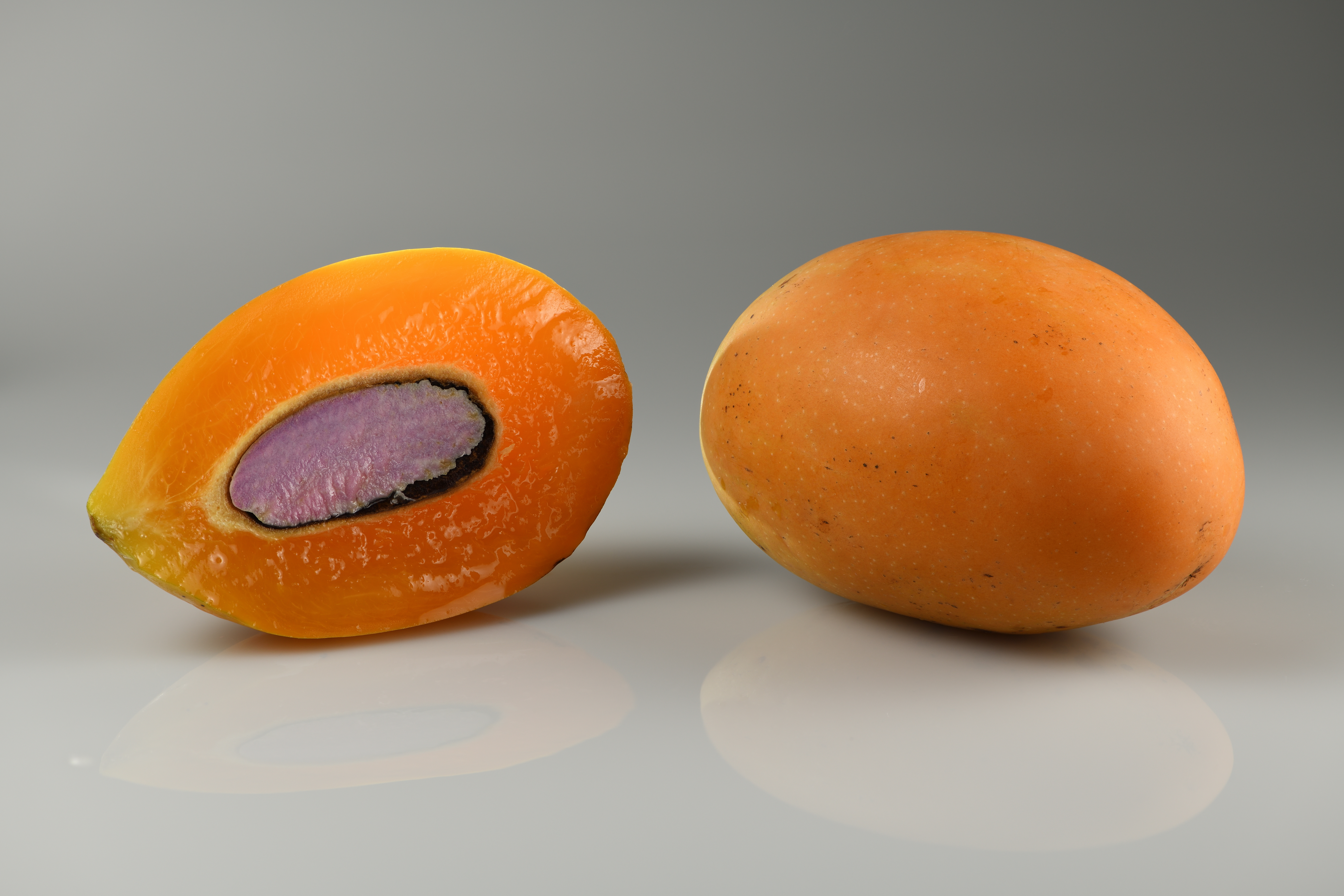
Owoce

Bouea macrophylla – gatunek tropikalnego drzewa owocowego z rodziny nanerczowatych. Pochodzi z Południowo-Wschodniej Azji, gdzie jest powszechnie uprawiane.

## Morfologia
PokrójDrzewo osiągające wysokość do 25 m.
LiścieOwalne do lancetowatych.
Kwiaty
OwoceJajowate, żółte, o długości 3 do 7 cm, przypominające niewielkie mango. Wewnątrz jedna pestka.

## Zastosowanie
- Miąższ owoców jest spożywany na surowo. Gotowane owoce wykorzystuje się w kuchni[4].